# Zerok (huyện)
Ziruk là một huyện thuộc tỉnh Paktika, Afghanistan. Dân số thời điểm năm 1999 là 16,078 người.